# Greenville (Virginia)
Greenville es un lugar designado por el censo situado en el condado de Augusta, Virginia  (Estados Unidos). Según el censo de 2010 tenía una población de 832 habitantes.

## Demografía
Según el censo del 2000, Greenville tenía 886 habitantes, 234 viviendas, y 193 familias. La densidad de población era de 93,7 habitantes por km².
De las 234 viviendas en un 33,3%  vivían niños de menos de 18 años, en un 69,7%  vivían parejas casadas, en un 8,5% mujeres solteras, y en un 17,1% no eran unidades familiares. En el 15,4% de las viviendas  vivían personas solas el 6% de las cuales correspondía a personas de 65 años o más que vivían solas. El número medio de personas viviendo en cada vivienda era de 2,66 y el número medio de personas que vivían en cada familia era de 2,95.
Por edades la población se repartía de la siguiente manera: un 16,3% tenía menos de 18 años, un 7,8% entre 18 y 24, un 42% entre 25 y 44, un 22,5% de 45 a 60 y un 11,5% 65 años o más.
La Edad Media era de 37 años.  Por cada 100 mujeres de 18 o más años  había 198 hombres.
La renta media por vivienda era de 44.313$ y la renta media por familia de 48.571$. Los hombres tenían una renta media de 38.750$ mientras que las mujeres 21.161$. La renta per cápita de la población era de 14.598$. En torno al 2,6% de las familias y el 2,4% de la población estaban por debajo del umbral de pobreza.

## Localidades adyacentes
El siguiente diagrama muestra a las localidades más próximas a Greenville.